# Lijst van films S-Z
Dit is een lijst van films die beginnen met een letter van S tot en met Z.

## S
- Sahara (2005)
- Saints and Soldiers (2003)
- Salò o le 120 giornate di Sodoma (1975)
- Salt of the Earth (1954)
- Saludos Amigos (1942)
- The Salute of the Jugger (1990)
- Die Salzmänner von Tibet (1997)
- Samsara (2001)
- Sansho Dayu (1954)
- The Santa Clause (1995)
- Sarafina! (1993)
- Satanic Panic (2019)
- Saturday Night Fever (1977)
- Saving Private Ryan (1998)
- Saw (2004)
- Scary Movie (2000)
- Scary Movie 2 (2001)
- Scary Movie 3 (2003)
- Scary Movie 4 (2006)
- Scary Movie 5 (2013)
- Scent of a Woman (1992)
- De schippers van de Kameleon (2003)
- Schindler's List (1993)
- Schitterend (2024)
- Het schnitzelparadijs (2005)
- School of Rock (2003)
- Scooby-Doo (2002)
- The Scorpion King (2002)
- Scotoe (2024)
- Scrap Heaven (2005)
- Scream (1996)
- Scream (2022)
- Scream 2 (1997)
- Scream 3 (2000)
- Scream 4 (2011)
- Scream VI (2023)
- Se7en (1995)
- Seconds (1966)
- Selma (2014)
- Senior Year (2022)
- Sense and Sensibility (1995)
- Serenity (2005)
- Sergeant York (1941)
- Serial Mom (1994)
- Seven (2000)
- The Seven Samurai (1954)
- Seven Swords (2005)
- Seven Years in Tibet (1956)
- Seven Years in Tibet (1997)
- Sexy Beast (2000)
- The Shadow Circus: The CIA in Tibet (1998)
- Shadowlands (1993)
- Shakespeare in Love (1999)
- Shampoo (1975)
- Shane (1953)
- Shang-Chi and the Legend of the Ten Rings (2021)
- Shanghai Knights (2003)
- Shanghai Noon (2000)
- The Shape of Water (2017)
- Shark Tale (2004)
- The Shawshank Redemption (1994)
- She Hates Me (2005)
- She Wore a Yellow Ribbon (1949)
- She's the Man (2006)
- The Sheltering Sky (1990)
- Sheroes (2023)
- Shine (1996)
- The Shining (1980)
- Shining Through (1992)
- A Shock to the System (1990)
- Short Cuts (1994)
- Showgirls (1994)
- Shrek (2001)
- Shrek 2 (2004)
- Shriek If You Know What I Did Last Friday the Thirteenth (2000)
- Sideways (2004)
- Signs (2002)
- Sikkim, terre secrète (1956)
- The Silence of the Lambs (1990)
- Silent Hill (2006)
- The Silent Holy Stones (2005)
- Silver Linings Playbook (2012)
- Silverado (1985)
- Silverstar (2022)
- Sin City (2005)
- Sin City: A Dame to Kill For (2014)
- Sinbad: Legend of the Seven Seas (2003)
- Sing (2016)
- Sing 2 (2021)
- Singin' in the Rain (1952)
- Single White Female (1992)
- Sinterklaas en het Gevaar in de Vallei (2003)
- Sissi (1955)
- Sissi – De jonge keizerin (1956)
- Sissi – De woelige jaren (1957)
- Sister Act (1992)
- Sister Act 2: Back in the Habit (1993)
- Siworae (2000)
- The Sixth Sense (1999)
- Sjakie en de Chocoladefabriek (2005)
- The Skeleton Key (2005)
- Skipped Parts (2000)
- Sleeping with the Enemy (1991)
- Sleepless in Seattle (1993)
- Sleepwalkers (1992)
- Sleepy Hollow (2000)
- Sliding Doors (1998)
- Sliver (1993)
- Smile (2022)
- Smile 2 (2024)
- Smiley Face Killers (2020)
- Snatch (2000)
- Sneeuwwitje en de zeven dwergen (1937)
- Snow Dogs (2002)
- Snow White (2025)
- The Social Network (2010)
- Solaris (2002)
- Some Like It Hot (1959)
- Sommersby (1993)
- Song of the South (1946)
- The Song of Tibet (2000)
- Sound of Metal (2019)
- The Sound of Music (1965)
- La soupe aux choux (198)
- Le Sourire (1958)
- Sous la Seine (2024)
- South Park: Bigger, Longer & Uncut (1999)
- Soylent Green (1973)
- Space Jam (1995)
- Spaceballs (1987)
- Spartacus (1960)
- Species (1995)
- Species II (1998)
- Spectre (2015)
- Speed (1994)
- Speed 2: Cruise Control (1997)
- The Speedway Murders (2023)
- Spellbound (1945)
- Spencer (2021)
- Spice World (1997)
- Spider-Man (2002)
- Spider-Man 2 (2004)
- Spider-Man 3 (2007)
- Spider-Man: Far From Home (2019)
- Spider-Man: Homecoming (2017)
- Spider-Man: No Way Home (2021)
- Spin the Bottle (2024)
- The Spirit Doesn't Come Anymore (1997)
- Spirit: Stallion of the Cimarron (2002)
- Spirited Away (2001)
- The SpongeBob SquarePants Movie (2005)
- Spotlight (2015)
- Spy Hard (1996)
- Spy Kids (2001)
- A Star Is Born (1937)
- A Star Is Born (1954)
- A Star Is Born (1976)
- A Star Is Born (2018)
- Star Trek (2009)
- Star Trek: Beyond (2016)
- Star Trek: First Contact (1996)
- Star Wars: Episode I: The Phantom Menace (1999)
- Star Wars: Episode II: Attack of the Clones (2002)
- Star Wars: Episode III: Revenge of the Sith (2005)
- Star Wreck: In the Pirkinning (2005)
- Stargate (1994)
- Starship Troopers (1997)
- Stealth (2005)
- De Sterfshow (2021)
- The Sting (1973)
- Stepmom (1998)
- Storm over Tibet (1952)
- The Story of the Kelly Gang (1906)
- Straatcoaches vs Aliens (2025)
- Dr. Strangelove or: How I Learned to Stop Worrying and Love the Bomb (1964)
- Straw Dogs (1971)
- A Streetcar Named Desire (1951)
- Strictly Ballroom (1992)
- Striptease (1996)
- Studio 54 (1998)
- Submission (2004)
- Sugar and Spice (2001)
- Sullivan's Travels (1941)
- The Sun on the Roof of the World (1992)
- Sunset Boulevard (1950)
- Superman (1978)
- Superman Returns (2006)
- The Surfer (2024)
- Surviving Picasso (1996)
- Suspect (2005)
- Suspicion (1941)
- Swallowed (2022)
- The Sweet Hereafter (1997)
- Swept Away (2002)
- Swimming Upstream (2003)
- Swordfish (2001)
- Syriana (2005)

## T
- T.I.M. (2014)
- Taal is zeg maar echt mijn ding (2018)
- The Talented Mr. Ripley (1999)
- Tales of the Crypt (1996)
- The Tango Lesson (1997)
- Tank Girl (1995)
- Taran en de Toverketel (1985)
- Tart (2001)
- Tarzan (1932)
- Tarzan (1999)
- Tarzan II (2005)
- Tarzan & Jane (2002)
- Tarzan of the Apes (1918)
- Taxi (Frankrijk)
- Taxi (2004)
- Taxi 2 (Frankrijk) (2000)
- Taxi 3 (Frankrijk) (2003)
- Taxi Driver (1976)
- Taxi, Roulotte et Corrida
- Team America: World Police
- Team Spirit (2000)
- Team Spirit 2 (2003)
- Teenage Mutant Ninja Turtles (1990)
- Teenage Mutant Ninja Turtles II (1991)
- Teenage Mutant Ninja Turtles III (1993)
- Tegendraads (2024)
- The Terminal (2004)
- Terminal Velocity (1995)
- The Terminator (1984)
- Terminator 2: Judgment Day (1991)
- Terminator 3: Rise of the Machines (2003)
- Terrorama! (2001)
- De Terrorist Hans-Joachim Klein (2005)
- Terug naar Oegstgeest (1987)
- De terugkeer van de wespendief (2017)
- Tess (1979)
- The Texas Chainsaw Massacre (1974)
- The Texas Chainsaw Massacre (2003)
- That Thing You Do! (1996)
- The Tibetan Book of the Dead (1994)
- Thelma & Louise (1991)
- Themroc (1972)
- The Theory of Everything (2014)
- There Will Be Blood (2007)
- They/Them (2022)
- The Thin Blue Line (1988)
- The Thin Red Line (1998)
- The Thing (1982)
- The Thing Called Love (1992)
- The Thing from Another World (1951)
- The Third Man (1949)
- Thirteen (2003)
- Three Billboards Outside Ebbing, Missouri (2017)
- Three Comrades (1938)
- Three Days (2001)
- The Three Musketeers (1993)
- The Three Stooges (2012)
- Threesome (1994)
- Tibet: Cry of the Snow Lion (2002)
- Tibet's Stolen Child (2001)
- Tick, Tick... Boom! (2021)
- Ticker (2001)
- Tickets (2005)
- Ticks (1999)
- Tiger House (2015)
- Tillsammans (2000)
- Time Cop (1994)
- The Time Machine (1960)
- The Time Machine (2002)
- Tin Cup (1996)
- Titanic (1997)
- To Be or Not to Be (1942)
- To Be or Not to Be (1983)
- To Wong Foo, Thank You For Everything, Julie Newman (1995)
- Todo sobre mi madre (1999)
- Tokyo Story (1953)
- Tom Jones (1963)
- Tombstone (1993)
- Topaz (1969)
- Topkapi (1964)
- Tot zonsondergang (2022)
- Totem (2022)
- Touch of Evil (1958)
- Toy Story (1995)
- Toy Story 2 (1999)
- Toy Story 3 (2010)
- Toy Story 4 (2019)
- Traffic (2000)
- The Tragedy of Macbeth (2021)
- Training Day (2001)
- Trainspotting (1996)
- De tranen van Maria Machita (1991)
- Transamerica (2005)
- The Transporter (2003)
- Transporter 2 (2005)
- Trapped (2002)
- Travellers and Magicians (2003)
- Treasure Seekers: Tibet's Hidden Kingdom (2001)
- The Tree of Life (2011)
- Tremors (1990)
- Tremors 2: Aftershocks (1996)
- Tremors 3: Back to Perfection (2001)
- Tremors 4: The Legend Begins (2004)
- Trent's Last Case (1929)
- The Trial of the Chicago 7 (2020)
- Trials of Telo Rinpoche (1999)
- Tristan and Isolde (2006)
- Triumph des Willens (1935)
- Trois couleurs: Blanc (1994)
- Trois couleurs: Bleu (1993)
- Trois couleurs: Rouge (1994)
- The Trouble with Harry (1955)
- Troy (2004)
- True Grit (1969)
- True Grit (2010)
- True Lies (1994)
- True Romance (1994)
- Tsotsi (2006)
- Tucker & Dale vs Evil (2010)
- Turbulence (1997)
- Turks fruit (1973)
- Twelve Monkeys (1995)
- De Tweeling (2002)
- Twenty8k (2012)
- Twilight (2008)
- Twister (1989)
- Twister (1996)
- Two Weeks Notice (2002)

## U
- U-571 (2000)
- Uitgesloten (2000)
- Unbreakable (2000)
- Under Siege (1992)
- Under Siege 2: Dark Territory (1995)
- Under Suspicion (2000)
- Undercover Brother (2004)
- Underground (1928)
- Underground (1941)
- Underground (1970)
- Underground (1976)
- Underground (1989)
- Underground (1995)
- The Underground (1997)
- Underground (2007)
- Underground (2011)
- Underground (2020)
- Undertow (2004)
- Underworld (2003)
- Underworld: Evolution (2006)
- Underworld: Rise of the Lycans (2009)
- Undiscovered (2005)
- Unforgiven (1992)
- United 93 (2006)
- The United States of Leland (2005)
- Universal Soldier (1992)
- Unlawful Entry (1992)
- An Unmarried Woman (1978)
- Untamed Heart (1993)
- Der Untergang (2004)
- Until the End of the World (1991)
- The Unwinking Gaze (2008)
- Up (2009)
- Up Close & Personal (1996)
- Up in the Air (2009)
- Uprising (2001)
- Uptown Girls (2003)
- Urban Legend (2000)
- The Usual Suspects (1995)

## V
- V for Vendetta (2006)
- V.I. Warshawski (1992)
- Vajra Sky Over Tibet (2006)
- Valentin (2002)
- Valiant (2005)
- Valley of Flowers (2006)
- Vals licht (1993)
- Vampire's Kiss (1990)
- Vampires: Los Muertos (2002)
- Van God Los (2003)
- Van Gogh (1992)
- Van Gogh's Ear (1992)
- Van Helsing (2004)
- Van Wilder (2002)
- Vanilla Sky (2001)
- The Vanishing (1993)
- Vanishing Point (1971)
- Vanishing Point (1997)
- Vanity Fair (2004)
- Varsity Blues (1999)
- Vegas Vacation (1997)
- The Velocity of Gary (1998)
- Velvet Goldmine (1999)
- Vera Drake (2005)
- Het verboden elftal (2003)
- Verborgen gebreken (2004)
- Verdens verste menneske (2021)
- The Verdict (1982)
- Verlengd weekend (2005)
- Verliefd op Bali (2024)
- Verliefd op Cuba (2019)
- Verliefd op Ibiza (2013)
- Veronica Guerin (2003)
- Versus (2000)
- Vertical Limit (2000)
- Vertigo (1958)
- Very Bad Things (1998)
- Vet Hard (2005)
- Vice (2018)
- Vidange perdue (2006)
- Vidocq (2001)
- La vie sexuelle des Belges 1950-1978 (1994)
- Vier Minuten (2006)
- De vierde man (1983)
- Villa des Roses (2002)
- The Village (2004)
- Vincent & Theo (1990)
- The Virgin Suicides (1999)
- Virtuosity (1995)
- Virus (1999)
- La vita è bella (1997)
- Viva Villa! (1934)
- De Vliegende Hollander (1995)
- De vlinder tilt de kat op (1994)
- Volcano (1997)
- Volle maan (2002)
- Volver (2006)
- Voor een paar knikkers meer (2006)
- Voor een verloren soldaat (1992)
- Voyage (1993)
- Le voyage dans la lune (1902)
- Vuur & vlam (2024)

## W
- Wake Island (1942)
- A Walk in the Clouds (1995)
- Wallace & Gromit: The Curse of the Were-Rabbit (2005)
- The War of the Roses (1989)
- Warm Bodies (2013)
- Wag the Dog (1997)
- Walk the Line (2005)
- War and Peace (1956)
- War Horse (2011)
- War of the Worlds (2005)
- Warfare (2025)
- Waterloo (1970)
- Waterworld (1995)
- Wayne's World (1992)
- Wayne's World 2 (1994)
- We Live in Time (2024)
- Wedding Crashers (2005)
- The Wedding Date (2005)
- The Wedding Planner (2001)
- Weird Science (1985)
- The Wendell Baker Story (2005)
- West Side Story (1961)
- West Side Story (2021)
- Whale Rider (2002)
- What Lies Beneath (2000)
- What Women Want (2000)
- What's Eating Gilbert Grape (1994)
- What's Love Got to Do with It (1993)
- Wheel of Time (2003)
- When a Man Loves a Woman (1994)
- When Harry Met Sally... (1989)
- While You Were Sleeping (1995)
- Whiplash (2014)
- White Fang (1991)
- White Heat (1949)
- White Hunter Black Heart (1990)
- White Palace (1991)
- The White Parade (1934)
- White Sands (1992)
- Who Framed Roger Rabbit (1988)
- Who's Afraid of Virginia Woolf? (1966)
- The Wicker Man (2006)
- Wild at Heart (1990)
- Wild Romance (2006)
- Wilde aardbeien (1957) aka Smultronstället
- Willow (1988)
- Willy Wonka & the Chocolate Factory (1971)
- Windhorse (1998)
- Wings (1927)
- Wings of Desire (1987)
- Winnie-the-Pooh: Blood and Honey (2023)
- Winnie-the-Pooh: Blood and Honey 2 (2024)
- Winning London (2001)
- Winter's Bone (2010)
- Das Wissen vom Heilen (1997)
- With Honors (1994)
- Without a Paddle (2004)
- Witness for the Prosecution (1957)
- Witness (1985)
- De Witte van Sichem (1980)
- The Wizard of Oz (1939)
- Wolf (1994)
- The Wolf of Wall Street (2013)
- Wonder Boys (2000)
- Working Girl (1988)
- World Trade Center (2006)
- Worst Case Scenario (2005)
- Wuthering Heights (1939)
- Wyatt Earp (1994)

## X
- X-Men (2000)
- X-Men: The Last Stand (2006)
- X2 (2003)
- Xiu Xiu: The Sent Down Girl (1998
- xXx (2002)
- xXx: State of the Union (2005)

## Y
- Y tu mamá también
- A Year in Tibet
- Yojimbo
- Young and Innocent (aka The Girl Was Young)

## Z
- Z (1969)
- De z van zus (2024)
- De zaak Alzheimer (2004)
- Het Zakmes (1992)
- Zandalee (1991)
- Zandkastelen (2002)
- Zardoz (1974)
- Zee van tijd (2022)
- Zero Dark Thirty (2012)
- Het zevende zegel (1957) aka Det sjunde inseglet
- Zhou Yu's Train (2004)
- Zien (2004)
- La zizanie (1978)
- De zondagsjongen (1992)
- De zonnetempel (1969)
- Zoolander (2001)
- Zoop in Afrika (2005)
- Zoop in India (2006)
- Zus & Zo (2001)
- Zusje (1995)
- Zwaar verliefd! (2018)
- Zwaar verliefd! 2 (2021)
- Zwanger & Co (2022)
- Zwartboek (2006)
- Zwarte zwanen (2005)
- Het zwijgen (2006)